# Resolució 30 del Consell de Seguretat de les Nacions Unides
La Resolució 30 del Consell de Seguretat de les Nacions Unides, aprovada el 25 d'agost de 1947, va ser una resposta al desig dels Països Baixos i dels nacionalistes d'Indonèsia d'intentar buscar una via pacífica a la Revolució Nacional d'Indonèsia, per així poder acatar la Resolució 27. El Consell de Seguretat va requerir a tots dos membres la presència d'un membre diplomàtic de Batavia per informar de la situació.
La resolució va ser adoptada per set vots a favor i amb les abstencions de Colòmbia, Polònia, la Unió Soviètica i el Regne Unit.